# Florin Zalomir
Florin Gelu Zalomir (Iași, 21 de abril de 1981-Otopeni, 3 de octubre de 2022) fue un deportista rumano que compitió en esgrima, especialista en la modalidad de sable.
Participó en los Juegos Olímpicos de Londres 2012, obteniendo una medalla de plata en la prueba por equipos (junto con Tiberiu Dolniceanu, Rareș Dumitrescu y Alexandru Sirițeanu).
Ganó tres medallas en el Campeonato Mundial de Esgrima entre los años 2001 y 2010, y cuatro medallas en el Campeonato Europeo de Esgrima entre los años 2006 y 2012.
Era oficial de Policía y había pertenecido a la Legión Extranjera francesa. Falleció por suicidio a los 41 años.

## Palmarés internacional
| Juegos Olímpicos   | Juegos Olímpicos      | Juegos Olímpicos  | Juegos Olímpicos  |
| Año                | Lugar                 | Medalla           | Prueba            |
| ------------------ | --------------------- | ----------------- | ----------------- |
| 2012               | Londres (Reino Unido) | Medalla de plata  | Sable por equipos |
| Campeonato Mundial |                       |                   |                   |
| Año                | Lugar                 | Medalla           | Prueba            |
| 2001               | Nimes (Francia)       | Medalla de bronce | Sable por equipos |
| 2009               | Antalya (Turquía)     | Medalla de oro    | Sable por equipos |
| 2010               | París (Francia)       | Medalla de bronce | Sable por equipos |
| Campeonato Europeo |                       |                   |                   |
| Año                | Lugar                 | Medalla           | Prueba            |
| 2006               | Esmirna (Turquía)     | Medalla de oro    | Sable por equipos |
| 2006               | Esmirna (Turquía)     | Medalla de bronce | Sable individual  |
| 2009               | Plovdiv (Bulgaria)    | Medalla de plata  | Sable por equipos |
| 2012               | Legnano (Italia)      | Medalla de plata  | Sable por equipos |